# 鈴井貴之のロケハン。
『鈴井貴之のロケハン。』（すずいたかゆきのロケハン）は、チャンネルNECOで複数回放送された番組。

## 概要
- 北海道で撮影された映画のロケ地を、実際に鈴井の事務所（CREATIVE OFFICE CUE）のタレントを一緒に連れて行くもの。なお、そのタレントは番組が放送されるまで一切誰かは明かされない。
- 2006年10月に1回目の放送をし、好評だったため『鈴井貴之のロケハン。冬編』として2回目も放送された。
- そして、2007年7月に『鈴井貴之のロケハン。春編』が放送された。
- 2007年10月、11月には『鈴井貴之のロケハン。夏編』が放送された。なお、同時期に冬編の再放送もされた。
- それぞれ2回分の放送で、出演するタレントも異なる。

## 出演
- 鈴井貴之（自ら番組の企画構成も担当）

### 2006年10月放送
- 音尾琢真（TEAM-NACS）

### 2007年2・3月放送
- 佐藤重幸（TEAM-NACS）（その1・前半）
- 北川久仁子（その1・後半）
- 宮崎奈緒美（その1・後半）
- オクラホマ（その2）

### 2007年7月放送
- 飯野智行（その1・その2）
- 森崎博之（TEAM-NACS、その2）

### 2007年10・11月放送
- 小橋亜樹（その1）
- 大下宗吾（その1）
- 安田顕（TEAM-NACS）（その2）

## ロケ地
- 鈴井貴之のロケハン。
  - 夕張市
  - 南富良野町
- 鈴井貴之のロケハン。冬編
  - 小樽市
    - 蘭島駅 (NANA)
    - 旧坂別邸 (Love Letter)
    - 天国の本屋〜恋火

  - 函館市
- 鈴井貴之のロケハン。春編
  - 斜里町（銀のエンゼル）
  - 網走市・網走刑務所、博物館網走監獄（網走番外地）
  - 北見市常呂町・北見市常呂町カーリングホール、コーヒーハウスしゃべりたい、中村洋服店（シムソンズ）